# Redemption – Früchte des Zorns
Redemption – Früchte des Zorns (Original: Redemption: The Stan Tookie Williams Story) ist ein US-amerikanischer Fernsehfilm aus dem Jahr 2004 unter der Regie von Vondie Curtis-Hall. In der Hauptrolle spielte Jamie Foxx neben Lynn Whitfield. In weiteren Rollen spielten unter anderem Lee Thompson Young und CCH Pounder.

## Handlungshintergrund
Der Film beschäftigt sich mit dem Leben von Stanley Tookie Williams, der 1969 zusammen mit Raymond Washington die Los Angeles-Straßengang „Westside Crips“ gründete.
Er erzählt von seiner Entwicklung seit der Kindheit, aber vor allem von seinem Leben auf den Straßen von South Central Los Angeles und seinem Verhalten im Gefängnis. 
Der Fernsehfilm zeigt auch die Zeit von 1981 nach seiner Verurteilung zur Todesstrafe und seine Wandlung vom verstockten Gefängnisinsassen, der sich an Ausbruchsversuchen und Übergriffen gegen die Gefängniswärter beteiligt hatte, zum reuigen Verurteilten, der Bücher gegen Gewalt, Rassismus und Kriminalität schreibt und mithilft, die Gewalt der Gangs und Banden 
besonders in South Central Los Angeles zu beenden.
Der Film wurde im Jahr 2003 gedreht, während Williams noch inhaftiert war. Am 13. Dezember 2005 im San Quentin State Prison, Marin County, Kalifornien wurde Williams durch die Giftspritze hingerichtet.

## Produktion
Der Film wurde innerhalb von 38 Tagen im Juli und August 2003 abgedreht. Bis auf einen Tag in South Central Los Angeles und einem halben Tag für Außenaufnahmen in San Francisco fanden die meisten Drehs in Toronto, Ontario, Kanada statt. Die Kläranlage der Stadt wurde als Kulisse des San Quentin State Prison verwendet. Die Produktion musste fast aufgegeben werden, als sich Michael Mann weigerte, Jamie Foxx aus seinem Zeitplan für die Veröffentlichung von Collateral zu nehmen. Aber Foxx, der sich mit Stanley Williams viele Stunden in San Quentin getroffen hatte, konnte Mann überzeugen, ihm ein 3-Wochen-Fenster zu erlauben. Jamie schaffte die Leistung in nur 3 Wochen zu 6 Tagen Drehzeit den Film in Toronto zu realisieren. Während dieser Zeit kam es in Toronto zu einem massiven stadtweiten Stromausfall und es konnte nur noch mit Strom aus den Backup-Generatoren produziert werden. Der Dialogtrainer von Jamie Foxx während des Drehs war ein ehemaliger Häftling von San Quentin.

## Veröffentlichung
Nach seiner Premiere am 21. Januar 2004 auf dem Sundance Film Festival wurde der Film am 24. Januar 2004 über den Sender FX von Twentieth Century Fox im US-amerikanischen Fernsehen veröffentlicht. Am 18. Mai 2004 wurde der Film auf dem Cannes Film Market zum ersten Mal dem europäischen Publikum präsentiert.

## Auszeichnungen
Der Film wurde für 19 verschiedene Auszeichnungen nominiert und gewann 11 von ihnen. Zu den Auszeichnungen des Films gehören unter anderem American Cinema Editors, Black Reel Award, Golden Globes, NAACP Image Awards, Independent Spirit Awards, MovieGuide, Satellite Award, Screen Actors Guild und Writers Guild of America.